# Хевис
Хевис (свк. Hévis) је био хумористичко-сатирични лист војвођанских Словака који је излазио у Бачком Петровцу током 1926. године.

## Историјат
Од јануара 1926. у Бачком Петровцу излазио је хумористични часопис Хевис. Одговорни уредник и издавач био је Михал Лабат млађи. Иако је било предвиђено излажење свака два месеца, лист је излазио свака три месеца. Цена појединачног броја износила је 3 динара, док је полугодишња претплата износила 18 динара за Краљевину СХС, а 24 динара за инoстранство. Сваки број у просеку је имао шест страница, а уређивачка концепција подсећала је на други тадашњи словачки хумористички часопис Фрчку - вицеви, хумореске, изреке и сатиричне песме. Такође је објављивао и хумористичке приче читалаца. Хевис је, за разлику од Фрчке, био много блажи у хумору и није се освртао на актуелну политичку ситуацију.